# Mont Nokogiri (Chiba)
Pour les articles homonymes, voir Mont Nokogiri (Hokkaidō) et Mont Nokogiri (Akaishi).
Le mont Nokogiri (鋸山, Nokogiri-yama), littéralement « montagne scie », est une montagne de basse altitude située sur la péninsule de Bōsō dans l'île de Honshū du Japon. Elle se trouve sur la limite méridionale de la ville de Futtsu et de la ville de Kyonan dans le district d'Awa de la préfecture de Chiba.